# Reidville (Terre-Neuve-et-Labrador)
Pour les articles homonymes, voir Reidville.
Reidville est une ville située sur la péninsule Northern de l'île de Terre-Neuve dans la province de Terre-Neuve-et-Labrador au Canada.

## Municipalités limitrophes